# Rojnići
 Rojnići  (olaszul: Roinici) falu Horvátországban, Isztria megyében. Közigazgatásilag Barbanhoz tartozik.

## Fekvése
Az Isztria délkeleti részén, Pólától 27 km-re északkeletre, községközpontjáról 7 km-re északnyugatra fekszik.

## Története
A falunak 1880-ban 111, 1910-ben 133 lakosa volt. Az első világháború után a Olaszországhoz került. Az Isztria az 1943-as olasz kapituláció után szabadult meg az olasz uralomtól. A második világháború után Jugoszlávia, majd Jugoszlávia felbomlása után 1991-ben a független Horvátország része lett. 2011-ben a falunak 42 lakosa volt.

## Lakosság
| Lakosság változása | Lakosság változása | Lakosság változása | Lakosság változása | Lakosság változása | Lakosság változása | Lakosság változása | Lakosság változása | Lakosság változása | Lakosság változása | Lakosság változása | Lakosság változása | Lakosság változása | Lakosság változása | Lakosság változása | Lakosság változása |
| ------------------ | ------------------ | ------------------ | ------------------ | ------------------ | ------------------ | ------------------ | ------------------ | ------------------ | ------------------ | ------------------ | ------------------ | ------------------ | ------------------ | ------------------ | ------------------ |
| 1857               | 1869               | 1880               | 1890               | 1900               | 1910               | 1921               | 1931               | 1948               | 1953               | 1961               | 1971               | 1981               | 1991               | 2001               | 2011               |
| 0                  | 0                  | 111                | 101                | 116                | 133                | 0                  | 0                  | 138                | 107                | 114                | 88                 | 74                 | 61                 | 48                 | 42                 |

## Nevezetességei
A Stari Gočan (Galzana, Golzana, Golčan, Gradina) régészeti lelőhely Barban és Žminj községek közötti határon, egy dombon található. Itt egy ellipszis alakú ókori erőd maradványai találhatók, nagy kőtömbökből épített védőfallal. Az erődítmény építése a  4. században kezdődött. Falakkal és négyszögletes tornyokkal ellátott erődítmény volt, a központjában egy nagyobb szabadon álló torony állt. A falakon kívül két szakrális épületet tártak fel, amelyek román stílusú, a hátsó falsíkból kiugró, félköríves apszissal készültek. A megtalált régészeti anyagok száma és jellege a helyszín jelentőségéről tanúskodik, mert fontos támpont a túlnyomórészt szláv lakosságú középkori település életének tanulmányozásában.